# Monal-de-cauda-branca
O monal-de-cauda-branca (Lophophorus sclateri) é uma espécie de ave, pertencente à família Phasianidae.
O nome científico homenageia o zoólogo britânico Philip Lutley Sclater.

## Subespécies
São reconhecidas três subespécies:
- L. s. arunachalensis (Kumar & Singh, 2004)
- L. s. orientalis (Davison G.W.H., 1974)
- L. s. sclateri (Jerdon, 1870)